# جیمی گورمن
جیمی گورمن (انگلیسی: Jimmy Gorman; ۳ مارس ۱۹۱۰ – ۱ فوریهٔ ۱۹۹۱) بازیکن فوتبال اهل بریتانیا بود.
از باشگاه‌هایی که در آن بازی کرده‌است می‌توان به باشگاه فوتبال ساندرلند اشاره کرد.